# Gross Anatomy
„Gross Anatomy“ е американска драма от 1989 г. на режисьора Том Еберхард. Във филма участват Матю Модайн, Дафни Сунига и Кристин Лахти. Премиерата на филма е на 20 октомври 1989 г. в САЩ от „Тъчстоун Пикчърс“.

## Актьорски състав
- Матю Модайн – Джо Словак
- Дафни Сунига – Лори Робрах
- Кристин Лахти – доктор Рейчъл Удръф
- Тод Фийлд – Дейвид Шрейнър
- Джон Скот Клоу – Майлс Рийд
- Алис Картър – Ким Макколи
- Робърт Десидерио – доктор Банкс
- Закес Мокае – доктор Банумбра
- Райън Каш – Франки Словак